# Otocinclus vittatus
Otocinclus vittatus — вид риб з роду Otocinclus родини Лорікарієві ряду сомоподібні. Інша назва «отоцинкл широкосмугий».

## Опис
Загальна довжина сягає 3,3 см. Спостерігається статевий диморфізм: самці менші за самиць. Голова дещо сплощена зверху. На голові з боків присутні отвори. Очі середнього розміру. Рот нагадує присоску. Тулуб витягнутий, сплощений в області грудних плавців та черева. Його вкрито кістковими пластинками, окрім черева. Має зяброве і кишкове дихання. Спинний плавець доволі високий, з 1—2 шипами. Жировий плавець відсутній. Грудні плавці витягнуті. Черевні плавці трохи поступаються останнім. Анальний плавець менший за спинний, з 1 шипом. У поперечному розрізі хвостове стебло прямокутне. Хвостовий плавець витягнутий, з виїмкою.
Забарвлення сіро-зелене. Спина темно-сіре з зеленим відтінком. Черево сріблясто-біле. З боків від кінчика морди до хвостового плавця проходить широка смуга, що закінчується витягнутою темною плямою. Заходить на хвостовий плавець. Хвостовий плавець з темними плямами. Інші плавці є прозорими.

## Спосіб життя
Є демерсальною рибою. Воліє до чистої води. Зустрічається у річках з помірною течією та піщано-кам'янистим дном. Тримається групою. Активна в присмерку. Живиться водоростевими обростаннями.
Статева зрілість настає у 6-8 місяців.
Тривалість життя становить 5 років.

## Розповсюдження
Мешкає в річках Амазонка, Оріноко, Парана, Парагвай, Шінгу, Токантінс.